# Alluaudomyia wirthi
Alluaudomyia wirthi är en tvåvingeart som beskrevs av Williams 1957. Alluaudomyia wirthi ingår i släktet Alluaudomyia och familjen svidknott. Inga underarter finns listade i Catalogue of Life.